# Bill Eppridge
William E. Eppridge, geboren als Guillermo Alfredo Eduardo Eppridge (* 20. März 1938 in Buenos Aires, Argentinien; † 3. Oktober 2013 in Danbury, Connecticut) war ein US-amerikanischer Fotojournalist.
Er wurde durch sein Sekunden nach dem Attentat auf Robert F. Kennedy in der Nacht auf den 5. Juni 1968 im Hotel Ambassador in Los Angeles entstandenes Foto des tödlich Verwundeten auf dem Boden der Hotelküche berühmt. Eppridge hatte für das Magazin Life den damaligen Bewerber für die Nominierung als Präsidentschaftskandidat der Demokraten, von dessen Persönlichkeit er seit einer ersten Begegnung 1966 begeistert war, auf einem Teil seiner Wahlkampfreise begleitet.

## Leben
Eppridge, Sohn eines Chemieingenieurs, wollte von Kindestagen an Fotojournalist werden, nachdem er einem Wanderfotografen begegnet war. Erste Aufmerksamkeit erregte er 1959 mit dem preisgekrönten Foto eines weißen Pferdes vor dem dunklen Hintergrund eines Wirbelsturms. 1960 hat er an der University of Missouri einen Bachelorabschluss in Fotojournalismus gemacht und zunächst für National Geographic gearbeitet. 1964 wechselte er zu Life. International bekannt wurde er 1965 mit einer Reportage für das Life-Magazin über den von Drogensüchtigen bevölkerten sogenannten Needle Park in New York City bekannt, die Anregung gab für den Kinofilm Panik im Needle Park.
Für Life war er auch dabei, als die Beatles 1964 erstmals amerikanischen Boden betraten, begleitete über mehrere Tage hinweg die junge Barbra Streisand mit seiner Kamera, fotografierte Pete Seeger sowie Bob Dylan bei seinem ersten Auftritt am Newport Folk Festival und dokumentierte das Begräbnis des vom Ku-Klux-Klan ermordeten Bürgerrechtsaktivisten James Earl Chaney.
Er brachte Bilder von Revolutionen in Lateinamerika, vom Vietnamkrieg und dem Woodstock-Festival in das Magazin, durfte als einziger Fotograf die Frau des Astronauten Jim Lovell besuchen, als dieser in der havarierten Apollo 13 die Erde umkreiste, bekam uneingeschränkten Zugang zu den Feiern des 50. Jahrestages der russischen Oktoberrevolution in Leningrad und lichtete als erster Westler die gesamte auf der Newa versammelte sowjetische Baltikflotte ab.
Nach der Einstellung von Life im Jahr 1972 war Eppridge für verschiedene Illustrierte wie Time und Sports Illustrated tätig. Er berichtete unter anderem von mehreren Olympischen Sommer- und Winterspielen, dem America’s Cup, vom Ausbruch des Vulkans Mount St. Helens und von den Umweltauswirkungen der Havarie des Öltankers Exxon Valdez.
Die Arbeiten von Eppridge wurden mit zahlreichen wichtigen Preisen geehrt, einige seiner Fotos in renommierten Museen gezeigt.
Eppridge starb an den Folgen einer Sepsis nach einer Verletzung an seiner Hand.

## Veröffentlichungen
- 2008: A Time it Was: Bobby Kennedy in the Sixties. Abrams, New York City, ISBN 978-0-810971226.